# DeWitt Nunatak
DeWitt Nunatak är en nunatak i Antarktis. Den ligger i Västantarktis. Argentina, Chile och Storbritannien gör anspråk på området. Toppen på DeWitt Nunatak är 1 295 meter över havet.
Terrängen runt DeWitt Nunatak är huvudsakligen platt, men österut är den kuperad. Trakten är obefolkad. Det finns inga samhällen i närheten. 